# Gil Coelho
Gildo Vinicius Coelho de Almeida, mais conhecido como Gil Coelho (Duque de Caxias, 13 de abril de 1987), é um ator brasileiro.

## Biografia
Gil começou a cursar direito na faculdade de Direito e Cinema, no ano de 2006, onde seguiu até 2008, quando entrou na Oficina de Atores da Rede Globo. Largou a faculdade de direito e o emprego em uma imobiliária, para se dedicar integralmente à carreira de ator.

## Carreira
Sua estreia como ator aconteceu despretensiosamente em 2007, no espetáculo “Quem Tem...Tem Medo”, de sua própria autoria e com direção de Anja Bittencourt. De lá para cá, Gil participou de peças de teatro, programas de TV e seriados, mas foi em julho de 2011 que o ator ganhou visibilidade para o grande público ao interpretar Guido, na décima nona temporada de Malhação.[2] Em 2014, o ator fez a sua estreia no cinema, onde interpretou o personagem “Marco”, no filme Não Pare na Pista - A Melhor História de Paulo Coelho, dirigido por Daniel Augusto. Ainda no cinema, Gil também atuou na sequência do sucesso “SOS, Mulheres ao Mar”, dirigido por Cris D’Amato, com estreia no final de 2015. Em Gil interpretou o playboy galanteador Lindomar, na trama das 19h da Rede Globo I Love Paraisópolis.[3] Em 2016, viveu o frentista Wesley na novela das 9 A Lei do Amor.[4] Em 2017, protagonizou ao lado de Isis Valverde o filme Amor.com interpretando Fernando, um vlogueiro de um canal de videogames.[5] Em 2018 assinou com a Rede Record onde participou de duas novelas em dois anos de contrato e em seguida retornou a Rede Globo, onde participou na novela “Nos tempos do Imperador" dando a vida ao Principe Luis Augusto, Duque e Saxurgo ao lado de Selton Mello.

## Vida Pessoal
Entre 2013 e 2014 namorou a atriz Monique Alfradique. Em agosto de 2014 começou a namorar a atriz Fabiula Nascimento com quem permaneceu até julho de 2015.

## Filmografia

### Televisão
| Ano  | Título                  | Personagem                               | Nota               |
| ---- | ----------------------- | ---------------------------------------- | ------------------ |
| 2009 | Beijo, Me Liga          | Elepê                                    |                    |
| 2009 | Por Toda Minha Vida     | Guto Goffi                               | Episódio: "Cazuza" |
| 2010 | Por Toda Minha Vida     | Luiz Schiavon                            | Episódio: "RPM"    |
| 2011 | Acampamento de Férias   | Túlio                                    | Temporada 2        |
| 2011 | Malhação Conectados     | Guido Fernandes                          | Temporada 19       |
| 2015 | I Love Paraisópolis     | Lindomar Recanto De Queiroz              |                    |
| 2016 | A Lei do Amor           | Wesley                                   |                    |
| 2017 | A Vila                  | Bernardo Becker (Bené)                   | Temporada 1        |
| 2018 | (Des)encontros          | Rafael                                   |                    |
| 2018 | Jesus                   | Tiago Justo de Nazaré                    |                    |
| 2021 | Gênesis                 | Jafé                                     |                    |
| 2021 | Nos Tempos do Imperador | Luís Augusto, Duque De Saxe-Coburgo-Gota |                    |
| 2023 | Terra e Paixão          | Franco Rezende                           |                    |

### Cinema
| Ano  | Título                   | Personagem                  | Notas                         |
| ---- | ------------------------ | --------------------------- | ----------------------------- |
| 2014 | Na Realidade             | João Azevedo (Protagonista) | Curta metragem - Canal Brasil |
| 2014 | Não Pare na Pista        | Marco                       |                               |
| 2015 | S.O.S. Mulheres ao Mar 2 | Rafael                      |                               |
| 2017 | Duas de Mim              | Neto                        |                               |
| 2017 | Amor.com                 | Fernando (Protagonista)     | Netflix                       |

## Teatro
| Ano       | Título                                 | Papel | Direção           |
| --------- | -------------------------------------- | ----- | ----------------- |
| 2007      | Quem Tem...Tem Medo                    | -     | Anja Bittencourt  |
| 2008      | Encenação dos 200 Anos da Família Real | -     | Alexandre Murucci |
| 2014-2015 | 220 Volts                              | -     | Paulo Gustavo     |
| 2016      | 33 Variações de Beethovenn             | -     | Wolf Maya         |